# Dan Brouthers
Dennis Joseph "Dan" Brouthers (/ˈbruːθərz/; 8 de maio de 1858 – 2 de agosto de 1932) foi um jogador profissional de beisebol do século XIX que atuou como primeira base na Major League Baseball no período de 1879 até 1896 com um breve retorno em 1904. Apelidado de "Big Dan" por seu tamanho, 1,88 m. e 93 kgs., o que era bastante para os padrões do século 19.
Reconhecido como o primeiro grande slugger na história do beisebol, e entre os maiores sluggers de sua época, ele ficou com o título de mais home runs na carreira de 1887 até 1889, com seu final total de 106 empatado em quarta melhor marca do século 19. Sua média de slugging percentage de .519 permaneceu como recorde para um jogador com ao menos 4000 vezes ao bastão até Ty Cobb passar sua marca em 1922. Na época de sua aposentadoria, estava em segundo em triplas (205) e terceiro em RBIs (1296) e rebatidas.
Um excelente rebatedor durante o auge de sua carreira, liderou (ou estava entre os melhores) a liga na maioria das categorias ofensivas, incluindo  média de rebatidas, corridas, corridas impulsionadas (RBI), on-base percentage e rebatidas. Liderou a liga em média de rebatidas por cinco vezes, a maior por um jogador do século 19, e seu aproveitamento ao bastão de 34,2% ainda permanece em nono em todos os tempos.  Brouthers é um dos apenas 29 jogadores na história do beisebol cuja carreira nas grandes ligas se estende por quatro décadas.
Foi um jogador ativo no sindicato dos jogadores, sendo eleito vice-presidente da Brotherhood of Professional Base Ball Players. Brouthers foi eleito para o Baseball Hall of Fame em 1945 pelo Veterans Committee.